# Peter Owen
Peter Owen é um maquiador estadunidense. Venceu o Oscar de melhor maquiagem e penteados na edição de 2002 por The Lord of the Rings: The Fellowship of the Ring, ao lado de Richard Taylor.